# Rokiciny
Rokiciny è un comune rurale polacco del distretto di Tomaszów Mazowiecki, nel voivodato di Łódź.
Ricopre una superficie di 90,51 km² e nel 2004 contava 5 913 abitanti.

## Villaggi
Comprende i villaggi e le località di: Albertów, Cisów, Eminów, Janinów, Janków, Jankówek, Łaznów, Łaznów-Kolonia, Łaznówek, Łaznowska Wola, Maksymilianów, Michałów, Mikołajów, Nowe Chrusty, Pogorzałe Ługi, Popielawy, Reginów, Rokiciny-Kolonia, Stare Chrusty e Stefanów.